# Pallavolo Falconara
La Pallavolo Falconara è una società pallavolistica maschile di Falconara Marittima, in provincia di Ancona.

## Storia

Una posa scherzosa di Falconara nella stagione 1991-92; nel carrello, un promettente Samuele Papi.

Il club nacque nel 1976 dalla fusione tra il Gruppo Sportivo Dinamis, allora neopromosso in Serie A1, e la Virtus Falconara, che già aveva militato in massima serie nella stagione 1972-73.
Nel corso degli anni 1980 la squadra poté contare sull'appoggio del Gruppo Angelini, che aveva inglobato l'Isea e che sponsorizzò il club biancoverde con il medicinale Kutiba. Fu in quel periodo che la Pallavolo Falconara, allenata dal giovane Marco Paolini e guidata da giocatori tra i quali Andrea Anastasi, Francesco Lombardi, Lars Nilsson, Laurent Tillie, Daniel Castellani e Tim Hovland conseguì importanti risultati in campionato, come i terzi posti delle annate 1985-86 e 1986-87, con semifinale scudetto persa in gara-5 contro la Panini Modena. Nel 1986 il sodalizio falconarese ottenne anche uno storico successo internazionale in Coppa CEV. Nel 1988 la squadra fu colpita da un grave lutto, con la prematura scomparsa del giovane schiacciatore Gianfranco Badiali, cui è titolato il Palasport della città marchigiana.
Con l'abbandono, nel 1988, della sponsorizzazione del gruppo Angelini, la squadra perse gradualmente quota. Al termine della stagione 1993-94 Falconara retrocesse per la prima volta in Serie A2 dopo undici stagioni; dopo un sali-scendi tra A1 e A2, nel 2001-02 il club disputò la sua ultima stagione in A1 prima di cedere il titolo alla Dorica Pallavolo di Ancona.
Furono comunque proprio gli anni 1990 quelli in cui il glorioso sodalizio falconarese sfornò, tra gli altri, giocatori del calibro di Samuele Papi, Roberto Masciarelli, Pasquale Gravina, Leondino Giombini. Negli anni successivi militarono in serie A1 alcuni giocatori cresciuti nelle giovanili come Emanuele Birarelli, Dore Della Lunga, Andrea Bari, Manuele Ravellino, Cristian Vigilante e Andrea Bartoletti.

## Palmarès
- Coppa Italia di Serie A2: 1

1997-98
- Coppa CEV: 1

1985-86